# Constanza de Francia (1078-1126)
Constanza de Francia, nacida hacia 1078 y fallecida el 14 de septiembre de 1126, fue hija de Felipe I de Francia y de Berta de Holanda. Por matrimonio, fue tanto condesa de Troyes como princesa de Antioquía, duquesa de Puglia y de Calabria.
Su padre la casó entre 1093 y 1095 con Hugo I de Champaña, que acababa de heredar el condado. El objetivo del rey Felipe era atraer la cada vez más fuerte casa de Blois para contrarrestar  la oposición del conde Fulco IV de Anjou, cuya esposa, Bertrada de Montfort, había vuelto a contraer matrimonio con el propio rey. Tras diez años de matrimonio, Constanza pide la anulación del mismo por razones que se desconocen, concedida el 25 de diciembre de 1104.
Tras la anulación de este matrimonio, Constanza se retira a la corte de su cuñada Adela de Normandía, regente de los condados propiedad de su marido, muerto en Tierra Santa. Adela, princesa muy ilustrada, posee una corte que comienza a brillar por sí misma. De hecho, la propia Adela habría intervenido en la anulación de este matrimonio.
En esa misma época, Bohemundo de Tarento, que acababa de ser liberado por los turcos, regresa a Europa para obtener ayuda para las cruzadas de Tierra Santa. La regencia del Principado de Antioquía estaba asegurada por su sobrino Tancredo de Hauteville. Desconocemos cómo se produjo la proposición de matrimonio pero, en 1106, Felipe I casa a Constanza con Bohemundo. El matrimonio se celebra en la catedral de Chartres y las festividades tuvieron lugar en el palacio de la condesa Adela, que también había formado parte de las negociaciones. El novio aprovecha para animar a la nobleza a partir para combatir en Oriente y negocia, del mismo modo, el matrimonio de su sobrino Tancredo con la medio hermana de Constanza, Cecilia de Francia.
Tras su matrimonio, Constanza acompaña a su marido a Apulia, donde dio a luz a dos hijos: Bohemundo II de Antioquía y Juan. Bohemundo parte a Tierra Santa pero es derrotado y capturado, muriendo finalmente en Bari, en 1111. Constanza ejerce la regencia de los ducados de Calabria y Apulia en nombre de su hijo, nombrándose reina en calidad de hija del rey de Francia, pero es hecha prisionera por Grimoald Alferanites, que se proclama señor de Bari. Liberada en 1120 gracias a la intervención de papa Calixto II, finalmente es forzada a renunciar a sus derechos sobre Bari.
Constanza muere el 14 de septiembre de 1126.